# Antonio Rossi
Antonio Rossi (Lecco, 19 de diciembre de 1968) es un deportista italiano que compitió en piragüismo en la modalidad de aguas tranquilas.
Participó en cinco Juegos Olímpicos de Verano entre los años 1992 y 2008, obteniendo un total de cinco medallas: tres de oro, una de plata y una de bronce. Ganó siete medallas en el Campeonato Mundial de Piragüismo entre los años 1993 y 1998, y tres medallas en el Campeonato Europeo de Piragüismo entre los años 1997 y 2008.

## Palmarés internacional
| Juegos Olímpicos   | Juegos Olímpicos          | Juegos Olímpicos  | Juegos Olímpicos |
| Año                | Lugar                     | Medalla           | Evento           |
| ------------------ | ------------------------- | ----------------- | ---------------- |
| 1992               | Barcelona (España)        | Medalla de bronce | K2 500 m         |
| 1996               | Atlanta (Estados Unidos)  | Medalla de oro    | K1 500 m         |
| 1996               | Atlanta (Estados Unidos)  | Medalla de oro    | K2 1000 m        |
| 2000               | Sídney (Australia)        | Medalla de oro    | K2 1000 m        |
| 2004               | Atenas (Grecia)           | Medalla de plata  | K2 1000 m        |
| Campeonato Mundial |                           |                   |                  |
| Año                | Lugar                     | Medalla           | Evento           |
| 1993               | Copenhague (Dinamarca)    | Medalla de plata  | K2 1000 m        |
| 1994               | Ciudad de México (México) | Medalla de plata  | K2 1000 m        |
| 1995               | Duisburgo (Alemania)      | Medalla de oro    | K2 1000 m        |
| 1997               | Dartmouth (Canadá)        | Medalla de bronce | K1 500 m         |
| 1997               | Dartmouth (Canadá)        | Medalla de oro    | K2 1000 m        |
| 1998               | Szeged (Hungría)          | Medalla de oro    | K2 1000 m        |
| 1998               | Szeged (Hungría)          | Medalla de plata  | K4 200 m         |
| Campeonato Europeo |                           |                   |                  |
| Año                | Lugar                     | Medalla           | Evento           |
| 1997               | Plovdiv (Bulgaria)        | Medalla de oro    | K2 1000 m        |
| 2002               | Szeged (Hungría)          | Medalla de bronce | K4 500 m         |
| 2008               | Milán (Italia)            | Medalla de bronce | K4 1000 m        |